# ریک کوللا
ریک کوللا (به انگلیسی: Rick Colella) (زادهٔ ۱۴ دسامبر ۱۹۵۱) شناگر اهل ایالات متحده آمریکا است.